# Mistrzostwa Polski w piłce siatkowej mężczyzn (1939)
Mistrzostwa Polski w piłce siatkowej mężczyzn 1939 – 10. edycja rozgrywek o mistrzostwo Polski w piłce siatkowej mężczyzn. Rozgrywki miały formę turnieju rozgrywanego we Lwowie.  W turnieju mogły wziąć udział drużyny, które zwyciężyły w eliminacjach okręgowych, oraz aktualny mistrz Polski.

## Rozgrywki
Uczestniczące w mistrzostwach drużyny zostały podzielone na cztery grupy. Do finału kwalifikowały się drużyny, które w swoich grupach zajęły pierwsze miejsca.
- Grupa I  : KS Pogoń Brześć, KPW Pomorzanin Toruń, AZS Wilno

Wyniki grupy I
| Data       | Drużyna 1    | Wynik | Drużyna 2        | Sety               |
| ---------- | ------------ | ----- | ---------------- | ------------------ |
| 27.01.1939 | Pogoń Brześć | 2:1   | Pomorzanin Toruń | 15:10, 13:15, 15:7 |
| 27.01.1939 | Pogoń Brześć | 2:0   | AZS Wilno        | 15:10, 15:10       |
| 27.01.1939 | AZS Wilno    | 2:0   | Pomorzanin Toruń | 15:12, 16:14       |

- Grupa II : KPW Olsza Kraków, KPW RKS Radom, CWS Warszawa

Wyniki grupy II
| Data       | Drużyna 1    | Wynik | Drużyna 2    | Sety              |
| ---------- | ------------ | ----- | ------------ | ----------------- |
| 27.01.1939 | Olsza Kraków | 2:0   | RKS Radom    | 15:7, 15:4        |
| 27.01.1939 | CWS Warszawa | 2:1   | RKS Radom    | 15:5, 11:15, 15:6 |
| 27.01.1939 | CWS Warszawa | 2:0   | Olsza Kraków | 15:12, 16:14      |

- Grupa III: LWS Lublin, KPW Katowice, TG Sokół II Lwów

Wyniki grupy III
| Data       | Drużyna 1     | Wynik | Drużyna 2    | Sety               |
| ---------- | ------------- | ----- | ------------ | ------------------ |
| 27.01.1939 | LWS Lublin    | 2:1   | KPW Katowice | 9:15, 15:11, 15:13 |
| 27.01.1939 | Sokół II Lwów | 2:1   | KPW Katowice | 13:15, 15:8, 15:7  |
| 27.01.1939 | Sokół II Lwów | 2:1   | LWS Lublin   | 15:9, 13:15, 15:8  |

- Grupa IV:  Cresovia Grodno, HKS Znicz Łódź, WKS Śmigły Wilno

Wyniki grupy IV
| Data       | Drużyna 1       | Wynik | Drużyna 2      | Sety         |
| ---------- | --------------- | ----- | -------------- | ------------ |
| 27.01.1939 | Cresovia Grodno | 2:0   | HKS Znicz Łódź | 15:9, 15:10  |
| 27.01.1939 | Cresovia Grodno | 2:0   | Śmigły Wilno   | 15:10, 15:12 |
| 27.01.1939 | Śmigły Wilno    | 2:0   | HKS Znicz Łódź | 15:11, 15:9  |

W finale zagrały : KS Pogoń Brześć, CWS Warszawa, TG Sokół II Lwów, Cresovia Grodno
 Wyniki fazy finałowej 
| Data       | Drużyna 1       | Wynik | Drużyna 2       | Sety               |
| ---------- | --------------- | ----- | --------------- | ------------------ |
| 28.01.1939 | Sokół II Lwów   | 2:0   | Cresovia Grodno | 15:12, 15:11       |
| 28.01.1939 | CWS Warszawa    | 2:1   | Pogoń Brześć    | 13:15, 15:9, 15:9  |
|            |                 |       |                 |                    |
| 29.01.1939 | Cresovia Grodno | 2:0   | Pogoń Brześć    | 15:13, 15:12       |
| 29.01.1939 | Sokół II Lwów   | 2:0   | CWS Warszawa    | 15:11, 15:9        |
|            |                 |       |                 |                    |
| 29.01.1939 | Sokół II Lwów   | 2:0   | Pogoń Brześć    | 16:14, 15:8        |
| 29.01.1939 | Cresovia Grodno | 2:1   | CWS Warszawa    | 12:15, 15:13, 15:9 |

 Wyniki meczów o 5 miejsce 
| Data       | Drużyna 1    | Wynik | Drużyna 2    | Sety                |
| ---------- | ------------ | ----- | ------------ | ------------------- |
| 28.01.1939 | AZS Wilno    | 2:1   | LWS Lublin   | 15:7, 14:16, 15:7   |
| 28.01.1939 | Olsza Kraków | 2:0   | Śmigły Wilno | 15:6, 15:10         |
|            |              |       |              |                     |
| 29.01.1939 | Śmigły Wilno | 2:1   | LWS Lublin   | 15:10, 9:15, 15:12  |
| 29.01.1939 | Olsza Kraków | 2:1   | AZS Wilno    | 15:13, 14:16, 20:18 |
|            |              |       |              |                     |
| 29.01.1939 | Śmigły Wilno | 2:1   | AZS Wilno    | 15:17, 15:9, 15:13  |
| 29.01.1939 | Olsza Kraków | 2:0   | LWS Lublin   | wo                  |

- Drużyna LWS Lublin wycofała się 29.01, przed popołudniową serią spotkań.

 Wyniki meczów o 9 miejsce 
| Data       | Drużyna 1        | Wynik | Drużyna 2      | Sety                |
| ---------- | ---------------- | ----- | -------------- | ------------------- |
| 28.01.1939 | Pomorzanin Toruń | 2:0   | HKS Znicz Łódź | wo                  |
| 28.01.1939 | KPW Katowice     | 2:0   | HKS Znicz Łódź | wo                  |
|            |                  |       |                |                     |
| 29.01.1939 | Pomorzanin Toruń | 2:0   | RKS Radom      | 15:13, 15:7         |
| 29.01.1939 | RKS Radom        | 2:1   | KPW Katowice   | 12:15, 20:18, 15:13 |
|            |                  |       |                |                     |
| 29.01.1939 | Pomorzanin Toruń | 2:0   | KPW Katowice   | wo                  |
| 29.01.1939 | RKS Radom        | 2:0   | HKS Znicz Łódź | wo                  |

- Drużyna HKS Znicz Łódź wycofała się 28.01, po rozgrywkach grupowych.
- Drużyna KPW Katowice wycofała się 29.01, przed popołudniową serią spotkań.

## Składy najlepszych drużyn
- Sokoła II Lwów: K. Zięba, E. Zięba, A. Jarmugiewicz, J. Vrabetz, A. Bobra, S. Doryk, Z. Górecki.
- Cresovia Grodno: S Kozłowski, J. Polkowski, W. Ledowski, M. Gajewski, J. Kuźma, P. Sobikont.
- CWS Warszawa: H. Giza, P Szulc, J. Małżewski, W. Wojtulewicz, T. Kuźniarski, A. Bińkowski, B. Bińkowski

## Klasyfikacja końcowa
| Miejsce | Drużyna              |
| ------- | -------------------- |
| złoto   | Sokół II Lwów        |
| 2.      | Cresovia Grodno      |
| 3.      | CWS Warszawa         |
| 4.      | Pogoń Brześć         |
| 5.      | KPW Olsza Kraków     |
| 6.      | WKS Śmigły Wilno     |
| 7.      | AZS Wilno            |
| 8.      | LWS Lublin           |
| 9.      | KPW Pomorzanin Toruń |
| 10.     | KPW RKS Radom        |
| 11.     | KPW Katowice         |
| 12.     | HKS Znicz Łódź       |